# Форрест Ґамп
«Фо́ррест Ґамп» (англ. «Forrest Gump») — американський трагікомедійний та дев'ятий повнометражний фільм режисера Роберта Земекіса, поставлений за однойменним романом американського письменника Вінстона Ґрума (1986). Головні ролі зіграли Том Генкс, Робін Райт, Саллі Філд, Ґері Сініз та інші.

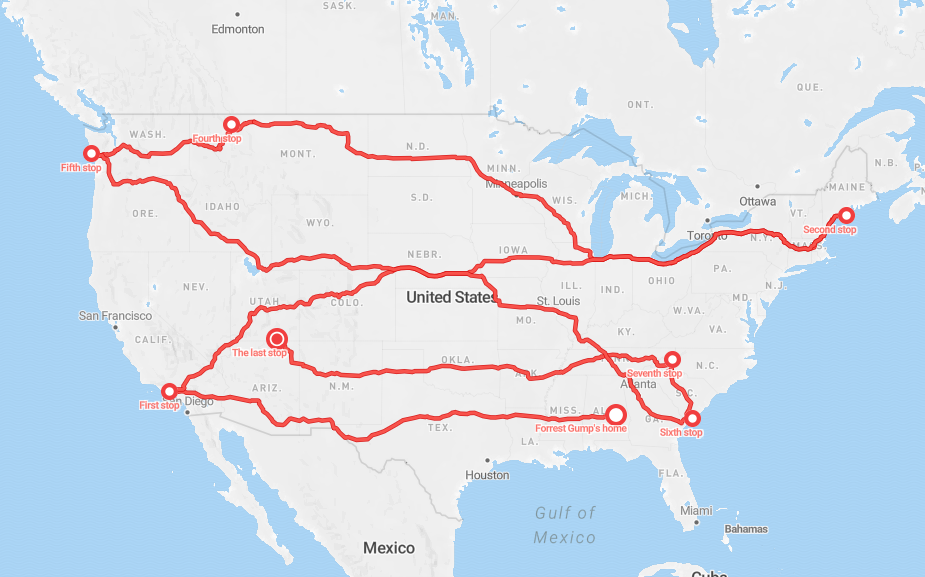
Маршрут бігу Форреста Ґампа. (інтерактивна карта)

Фільм вийшов на екрани в 1994 році та став найуспішнішим фільмом режисера як серед глядачів (перше місце за касовими зборами в 1994 році), так і серед критиків та професійних кінематографістів (38 нагород по всьому світу, включаючи 6 премій «Оскар»).
У центрі подій фільма перебуває недоумкуватий Форрест Ґамп з вигаданого міста Ґрінбоу штату Алабама. Сюжет починається з дитинства героя та закінчується тим, як він відправляє в школу власного сина. По ходу сюжету Форрест бере участь в найважливіших подіях американської історії XX століття та мимоволі справляє величезний вплив на попкультуру США.
Станом на 1 березня 2024 року фільм посідає 11-те місце у списку 250 найкращих фільмів за версією IMDb.

## Синопсис
1981 рік. Форрест Ґамп (Том Генкс) сидить на лавці в місті Саванна, штат Джорджія. Він розповідає історію свого життя випадковим людям, які час від часу сідають до нього на лавку.
Форрест живе в місті Ґрінбоу, штат Алабама. Його виховує мати, яка заробляє тим, що здає кімнати в їхньому будинку. В маленького Форреста проблеми з ногами, тому він змушений постійно носити ортопедичні скоби. Крім того, його IQ становить всього 75, і цього недостатньо для вступу навіть до звичайної школи. Завдяки матері (вона вступає в статевий зв'язок із директором школи) Форресту все ж таки вдається туди потрапити. В школі він знайомиться з Джені Каррен (Робін Райт) і вона стає єдиним другом Форреста.
Форрест втрачає скоби на ногах в молодшій школі — вони ламаються, коли він утікає від хуліганів. Коли у випускному класі він знову піддається переслідуванню, Форрест випадково забігає на стадіон, де проходить гра в американський футбол. Тренер Пол Брайант помічає дивовижну швидкість бігу Ґампа та бере його в команду Університету Алабами. Так Форрест стає студентом. Завдяки своїй швидкості він виступає за футбольну команду університету настільки успішно, що потрапляє в число найкращих спортсменів-любителів США та запрошений на прийом до президента Джона Кеннеді в Білому домі.
Після закінчення університету Ґамп записується в армію. У навчальному таборі він знайомиться з Бенджаміном Баффардом Блу на прізвисько Бабба. Вони стають друзями. Бабба вмовляє Форреста зайнятися після війни ловлею креветок. Їх обох відправляють на війну до В'єтнаму, і там вони потрапляють у взвод лейтенанта Дена Тейлора (Гері Сініз). Протягом деякого часу Форрест знаходиться у В'єтнамі та пише листи Джені. Потім його взвод потрапляє в засідку в'єтконгівців. Ґамп виносить поранених із поля бою (в тому числі й лейтенанта Дена, якому згодом ампутують ноги), проте Бабба помирає. Форрест отримує поранення під час цих подій, опиняється у госпіталі та вже не повертається на поле бою. В США він отримує з рук президента Ліндона Джонсона Медаль Пошани.
Гуляючи після нагородження по Вашингтону, Форрест потрапляє на антивоєнний мітинг та виступає там на сцені. На мітингу Форрест знову зустрічає Джені, яка стала хіпі та зв'язалася з ультралівими рухами. Вони деякий час проводять разом, після чого Джені від'їжджає.
У армії ж після поранення Форрест починає грати в настільний теніс, у якому виявляє великий талант та навіть вирушає на міжнародні турніри в КНР, де перемагає. Героя війни приймає у Білому Домі новий президент — Річард Ніксон. Поселившись у Вотерґейті, Форрест стає винуватцем скандалу, який послужив причиною відставки Ніксона. В Нью-Йорку після участі в телепередачі Форрест зустрічається з лейтенантом Деном. Втративши ноги, той став багато пити. Він не вдячний Форресту за порятунок свого життя, навпаки, винить його за те, що той не дав лейтенантові померти на полі бою (Тейлор був впевнений, що саме така його доля). Лейтенант Ден кепкує з намірів Форреста купити судно для ловлі креветок та заявляє, що якщо Ґамп стане капітаном корабля, то він (лейтенант Ден) буде помічником капітана.
Після демобілізації Ґамп укладає контракт з виробником ракеток для настільного тенісу, що приносить йому достатній дохід для того, щоб зайнятися ловлею креветок. Форрест купує корабель для цієї мети, і лейтенант Ден стає помічником Ґампа. Спочатку справи йдуть погано, але завдяки урагану « Кармен (ураган)», який зруйнував все узбережжя США, Форрест виявляється монополістом по вилову креветок та швидко багатіє. Лейтенант Ден змінює своє ставлення до Форреста, і вони стають друзями. Ґамп повністю довіряється своєму помічникові у фінансових справах, і лейтенант Ден вдалим вкладенням грошей забезпечує їм обом безбідне життя.
Дізнавшись про те, що його мати знаходиться при смерті, Форрест приїжджає в Ґрінбоу. Після того, як вона вмирає, він залишається в Ґрінбоу та займається тим, що безплатно підстригає газони.
Одного дня Джені приїжджає та зупиняється у Форреста. Форрест освідчується Джені. Вона відмовляє йому, але проводить з Форрестом ніч та на наступний ранок покидає його. Цього ж дня Ґамп вирішує пробігтися, і його пробіжка переходить в тривалий забіг через США. Протягом більш ніж трьох років він перетинає країну кілька разів, залучає багато послідовників та стає знаменитим.
На цьому розповідь Форреста, який сидить на лавці, закінчується. Своєму останньому слухачеві він говорить, що Джені, побачивши його по телевізору, прислала лист, і за нею він приїхав в Саванну. Форрест знаходить квартиру Джені, в якій вона живе з маленьким сином. Хлопчик — син Форреста та названий на його честь. Джені говорить, що смертельно хвора. Утрьох вони повертаються до Алабами. Форрест та Джені одружуються, весілля відвідує лейтенант Ден, який теж готується одружуватися. Через деякий час Джені вмирає від СНІДу.
В останній сцені фільму Форрест та Форрест-молодший чекають шкільного автобуса, який повинен відвезти сина головного героя до школи. Автобус приходить та молодший Форрест їде.

## У ролях
| Актор                | Роль                                      |
| -------------------- | ----------------------------------------- |
| Том Генкс            | Форрест Ґамп                              |
| Майкл Коннер Гемпфрі | молодий Форрест                           |
| Робін Райт           | Дженні Каррен                             |
| Ґері Сініз           | лейтенант Ден Тейлор                      |
| Майкелті Вільямсон   | Бубба Блу                                 |
| Саллі Філд           | місіс Ґамп                                |
| Ребекка Вільямс      | медсестра на лавці в парку                |
| Гейлі Джоел Осмент   | син Форреста Ґампа                        |
| Гарольд Дж. Гертем   | лікар                                     |
| Джордж Келлі         | перукар                                   |
| Сем Андерсон         | директор                                  |
| Марґо Мурер          | Луїза                                     |
| Ганна Р. Голл        | Дженні Карран в дитинстві                 |
| Стівен Бріджвотер    | офіцер у шпиталі                          |
| Курт Расселл         | Елвіс Преслі                              |
| Шивон Феллон         | Дороті Гарріс, водійка шкільного автобуса |
| Сонні Шроєр          | тренер з американського футболу           |
| Пітер Добсон         | молодий Елвіс Преслі                      |
| Девід Брісбін        | диктор новин                              |
| Чарльз Босвелл       | гіпі                                      |
| Джеффрі Блейк        | Веслі                                     |
| Мері Еллен Трейнор   | няня дитини Дженні                        |
| Дік Каветт           | камео                                     |
| Джо Аласкі           | Річард Ніксон (озвучення)                 |
| Афемо Оміламі        | сержант                                   |

## Український дубляж
Фільм дубльовано українською студією Так Треба Продакшн на замовлення національної vod-платформи «sweet.tv» в 2021 році.
- Режисер дубляжу — Олена Мойжес

Ролі дублювали: 
- Юрій Кудрявець — Форрест Ґамп

А також: Андрій Соболєв, Олександр Шевчук, Євген Локтіонов, Ярослав Чорненький, Іван Корнієнко, Володимир Терещук, Роман Семисал, Єлизавета Мастаєва, Марина Локтіонова, Тетяна Руда, Юлія Малахова, Дмитро Зленко, Лідія Муращенко

## Відмінності від роману
Фільм багато в чому відрізняється від книги, за якою був створений. Крім відмінностей у фабулі, важливим є те, що у фільмі представлений інший характер головного героя. Крім того, роман є цинічним і швидше тяжіє до сатири.
У романі Ґрума Форрест Ґамп не такий безневинний, як у фільмі: він вживає наркотики та займається сексом; в екранізації все це перенесено в образ Дженні. Крім того, він савант, а не недоумок. Ґамп з роману в деякому роді є персонажем, подібним до солдата Швейка.
Також фільм фокусується в основному на перших одинадцяти розділах роману, після чого переходить до його завершення. У книзі Ґрума з Ґампом встигає статися декілька подій, що не були показані у фільмі: він стає астронавтом, грає на гармоніці в групі під назвою The Cracked Eggs, стає професійним реслером, балотується в Сенат США. Дещо, навпаки, є у фільмі, але відсутнє в романі, наприклад, скоби на ногах Форреста в дитинстві і його забіг через країну.
У фільмі нічого не говориться про батька Форреста, в романі Грума дається про нього деяка інформація: він був портовим вантажником, працював на «United Fruit Company»; був убитий ящиком з бананами, що випадково впав на нього.

## Творча група
- Режисер: Роберт Земекіс
- Сценаристи: Ерік Рот, Вінстон Ґрум (роман)
- Продюсери: Венді Файнерман, Стів Старкі, Стів Тіш,
- Співпродюсер: Чарльз Невірт
- Композитор: Алан Сільвестрі
- Оператор: Дон Берджесс
- Монтаж: Артур Шмідт
- Звук: Том Бервік, Філ Бенсон, Девід Франклін Берджад
- Спецефекти: Крістофер Лі Фостер, Стівен С. Фостер, Аллен Голл, Метью Голл
- Візуальні ефекти: Джулі Ейдріансон-Нері, Джон Александр, Рендолл К. Бін, Кетлін Білер
- Підбір акторів: Еллен Льюїс
- Художник-постановник: Рік Картер
- Артдиректори: Леслі МакДональд, Вільям Джеймс Тігарден
- Декоратор: Ненсі Гейг
- Гример: Фріда Арадоттір
- Художник по костюмах: Джоанна Джонстон[10]

## Історія прокату
Прем'єрний показ «Форреста Ґампа» відбувся в Лос-Анджелесі 23 червня 1994. В американський прокат картина вийшла 6 липня, а в кінотеатрах інших країн світу її можна було побачити починаючи з осені того ж року.

### Дати прем'єр
| - США — 23 червня 1994 (прем'єра) - США — 6 липня 1994 (вихід у прокат) - Нідерланди — 22 вересня 1994 - Іспанія — 23 вересня 1994 - Ізраїль — 30 вересня 1994 - Норвегія — 30 вересня 1994 - Франція — 5 жовтня 1994 - Аргентина — 6 жовтня 1994 - Італія — 6 жовтня 1994 - Велика Британія — 7 жовтня 1994 - Ірландія — 7 жовтня 1994 - Данія — 7 жовтня 1994 - Фінляндія — 7 жовтня 1994 - Німеччина — 13 жовтня 1994 - Греція — 13 жовтня 1994 - Австрія — 14 жовтня 1994 - Швеція — 14 жовтня 1994 | - Південна Корея — 15 жовтня 1994 - Тайвань — 15 жовтня 1994 - Словаччина — 20 жовтня 1994 - Уругвай — 20 жовтня 1994 - Чехія — 20 жовтня 1994 - Філіппіни — 26 жовтня 1994 - Португалія — 28 жовтня 1994 - Польща — 4 листопада 1994 - Туреччина — 11 листопада 1994 - Австралія — 17 листопада 1994 - Бразилія — 7 грудня 1994 - Угорщина — 8 грудня 1994 - Гонконг — 15 грудня 1994 - Естонія — 27 січня 1995 - Японія — 18 лютого 1995 - США — 5 вересня 2014 (IMAX) |

### Касові збори
Фільм вийшов в американський прокат 6 липня 1994 року на більш ніж півтора тисячі екранів, і в перший же вікенд зібрав близько 24,5 мільйона доларів. За результатами 1994 року «Форрест Ґамп» посів перше місце за зборами в США.
| Країна          | Касові збори   |
| --------------- | -------------- |
| США (1994)      | $329,691,196   |
| США (2014)      | $557,683       |
| Велика Британія | £15,803,823    |
| Австралія       | A$ 30,562,133  |
| КНР             | $2,500,000     |
| Чехія           | $578,200       |
| Данія           | $1,300,000     |
| Фінляндія       | $2,241,845     |
| Гонконг         | HKD 33,565,555 |
| Нідерланди      | €4,063,611     |
| Норвегія        | NOK 29,987,869 |
| Філіппіни       | PHP 23,640,093 |
| Швеція          | $4,818,500     |
| Швейцарія       | $2,983,000     |
| Австрія         | $700,000       |
| Фінляндія       | $255,715       |
| Франція         | $3,511,776     |
| Німеччина       | $7,578,000     |
| Всього:         | $677,945,399   |

## Нагороди та номінації

### Номінації
- Фільм було номіновано на нагороду MTV Movie Awards (номінація — Найкращий фільм).

## Сиквел
Друга частина «Форреста Ґампа» була в розробці одразу після виходу фільму. Сценарій написаний Еріком Ротом у 2001 році на основі книги Вінстона Ґрума «Gump and Co.» (1995). Сиквел мав починатися з того, як Форрест Ґамп сидить на лавці, чекаючи свого сина, який повинен повернутися зі школи. Після терористичних атак 11 вересня Рот, Земекіс і Генкс спільно вирішили, що потрібно все залишити так, як воно є, оскільки світ дуже змінився.

## Цікаві факти
- У ході знімання однієї зі сцен Том Генкс говорить: «Моє ім'я — Форрест Ґамп. Люди називають мене Форрест Ґамп». Насправді актор зробив помилку, але режисерові Роберту Земекісу вона дуже сподобалася, і він включив саме цей дубль під час монтажу.
- Режисерами стрічки могли стати Баррі Зонненфельд і Террі Ґілліам.
- Під час знімання футбольних сцен Том Генкс хворів на грип, проте стійко витримав випробування і відпрацював у ці дні.
- Том Генкс погодився взяти участь у зніманнях з однією умовою: всі події картини повинні перегукуватися з реальними історичними подіями.
- В епізодичних ролях були задіяні Олександр Земекіс (син режисера) і Елізабет Генкс (дочка Тома Генкса).
- Після того, як Дженні помирає, Форрест приходить відвідати її могилу. Він каже: «Ти померла в суботу». Проте напис на могильному камені свідчить, що вона померла — 22 березня 1982 року (понеділок).
- Ім'я персонажа Forrest Gump співзвучно словосполученню «forest gamp» — що в перекладі з англійської означає «лісова парасолька». Самі слова, однак, перекладаються як «лісовий житель» і «придурок».
- Цитата з фільму «Життя це як коробка цукерок» повністю протилежна думці з роману «Бути ідіотом це не коробка цукерок».
- Кінокомпанія «Warner Bros.» відмовилася від прав на цей фільм в 1988 році, порахувавши, що реалізація цього проєкту буде комерційно невигідна після виходу фільму «Людина дощу».
- Відірвані ноги Гері Сініза при зйомці були обгорнуті спеціальним синім полотном, що дозволило їх потім «стерти» з кадру за допомогою комп'ютерних спецефектів[18].
- Оригінальний акцент Форреста Ґампа Том Генкс підглянув у Майкла Коннера Гамфріса, який грав молодого Ґампа і дійсно в житті говорив з таким акцентом.
- Майже всі репліки Джона Леннона для цього фільму були взяті з його пісні «Imagine».
- Сцена, в якій Форрест Ґамп отримує Медаль Пошани, була змонтована з архівної плівки нагородження рядового 1-го класу Семмі Л. Девіса (19 листопада 1968), який мав поранення спини й сідниць у результаті «дружнього вогню».
- Прізвище Дженні (Каррен) фігурує тільки один раз у фільмі: на конверті, надісланому Форресту у В'єтнам.
- Саллі Філд, яка грала маму Форреста, всього на 10 років старша за Тома Генкса.
- На головну роль розглядалися Білл Мюррей, Джон Траволта та Чеві Чейз.
- Під час зйомок бігу Тома Генкса часто підміняв дублер, його брат Джим Генкс[19].

Особливим прийомом, застосованим у фільмі, є безпосередня участь Форреста в реальних історичних подіях та його знайомство з деякими історичними особами.
- У дитинстві Форреста в будинку його матері на якийсь час зупиняється молодий Елвіс Преслі. Після спілкування з Форрестом Елвіс переймає у нього манеру розгойдувати стегнами, що стала знаменитою. Пізніше Форрест та його мати бачать по телевізору на вітрині магазину Елвіса Преслі, який виконує пісню «Hound Dog[en]».
- Форрест потрапляє в команду по американському футболу Університету Алабами завдяки знаменитому тренерові цієї команди Полу Брайанту[en].
- В результаті Форреста включають до складу «All-America» (символічна збірна найкращих гравців-аматорів), з якою зустрічається президент Кенеді. Під час прийому Форрест встигає випити 15 пляшок напою «Dr. Pepper». На питання президента: «Що ви відчуваєте?», він відповідає: «Мені потрібно відлити»[20].
- 11 червня 1963 року Форрест в натовпі спостерігає за інцидентом біля входу в університет Алабами, коли губернатор штату Алабама Джордж Воллес закрив дорогу для перших двох афроамериканських студентів — Вівіан Джонс та Джеймс Гуд. Помітивши, що Вівіан впустила зошит, Форрест виходить із натовпу, підіймає його та повертає дівчині.
- Ґамп бере участь у в'єтнамській війні, а повернувшись звідти, зустрічається з президентом Джонсоном, який вручає йому Медаль Пошани за порятунок однополчан.
- Після прийому у Джонсона Форрест потрапляє на великий антивоєнний мітинг перед Білим Домом, де Еббі Гоффман закликає його виголосити промову. Через технічні неполадки зі всієї промови Форреста чутно лише початок та кінець.
- У рамках так званої «дипломатії пінг-понгу» Форрест бере участь в турнірі з настільного тенісу в Китаї.
- Після перемоги на чемпіонаті з пінг-понгу Форрест потрапляє на прийом до Річарда Ніксона, який поселяє його в готель «Вотергейт», де вночі Ґамп помічає людей у номері навпроти, які встановлюють підслухувальні пристрої. Він дзвонить адміністраторам готелю і, таким чином, стає винуватцем «Вотергейтського скандалу», який став причиною відставки Ніксона.
- Форрест стає монополістом в креветковому бізнесі завдяки урагану «Кармен», який бушував біля південних берегів США в серпні 1974 року. В результаті урагану були зруйновані всі судна, які складали конкуренцію Ґампу.
- У 1975 році Форрест разом із Джоном Ленноном бере участь у телешоу Діка Кеветта. Ґамп розповідає про свої враження від Китаю. При цьому Джон Леннон відповідає на репліки Форреста рядками з пісні «Imagine».
- Лейтенант Ден вкладає гроші в акції компанії «Apple». Через назву та логотип компанії (англ. apple — яблуко) Форрест думає, що це фруктова компанія.
- Під час свого забігу по Америці головний герой придумує слоган «Shit happens». Форрест же, виявляється, надихнув творця логотипу «Smiley Face»[21].